# Daniel Jacob (Eishockeyspieler)
Daniel Jacob (* 20. Juli 1980 in Saint-Jean-sur-Richelieu, Québec) ist ein ehemaliger kanadisch-serbischer Eishockeyspieler und heutiger Trainer.

## Karriere
Daniel Jacob begann seine Karriere in seiner kanadischen Heimat bei den Sainte-Foy Gouverneurs in einer unterklassigen Juniorenliga der Provinz Québec. 1997 wechselte er zu den Drummondville Voltigeurs in die Ligue de hockey junior majeur du Québec, eine der drei Top-Juniorenligen Kanadas. Während seines Studiums spielte er von 2000 bis 2005 für das Team der McGill University, die Redmen, in der Ontario University Athletics und wurde 2005 in das First-All-Star-Team der OUA-Oststaffel berufen. In dieser Zeit absolvierte er 2003 auch fünf Spiele für die Lévis Canonniers aus der unterklassigen QSCHL und kam 2005 zu einem Einsatz für San Antonio Rampage in der American Hockey League. 
Anschließend zog es ihn nach Europa, wo er zunächst beim HC Innsbruck in der Österreichischen Eishockey-Liga spielte. Er verließ die Tiroler jedoch bereits nach zwei Spielen wieder und schloss sich dem Kristianstads IK aus der Division 1, der dritthöchsten schwedischen Spielklasse, an, wo er bis zum Saisonende spielte. Ab 2006 spielte er in Serbien. Nach drei Jahren beim HK Vojvodina Novi Sad in der serbischen Eishockeyliga wechselte er zum HK Partizan Belgrad, für den er 2009/10 in der Slohokej Liga spielte. Anschließend beendete er seine Karriere.

### International
Nach seiner Einbürgerung nahm Jacob für Serbien an der Weltmeisterschaft 2009 in der Division II und nach dem dort erfolgten Aufstieg an der Weltmeisterschaft 2010 in der Division I teil.

### Trainerlaufbahn
Nach Ende seiner aktiven Spielerkarriere ging Jacob nach Kanada zurück, wo er die Trainerlaufbahn einschlug. Von 2010 bis 2014 war er an seiner Alma Mater Assistenztrainer der McGill Redmen. Seither ist er in gleicher Funktion bei der Blainville-Boisbriand Armada aus der Ligue de hockey junior majeur du Québec tätig.

## Erfolge und Auszeichnungen
- 2005 First-All-Star-Team der Oststaffel der Ontario University Athletics
- 2009 Aufstieg in die Division I bei der Weltmeisterschaft der Division II, Gruppe A

## Statistik
(Stand: Ende der Saison 2009/10)